# 匡互生墓
匡互生墓，位于中国湖南省邵东市，是教育家、五四运动学生领袖匡互生及夫人的合葬墓，于2002年被列为湖南省文物保护单位。

## 历史沿革
1933年4月22日，匡互生因肠癌病逝于上海东南医院，葬于上海立达学园内。1953年，墓葬因城建工程被毁，遗体火化后骨灰存于上海。

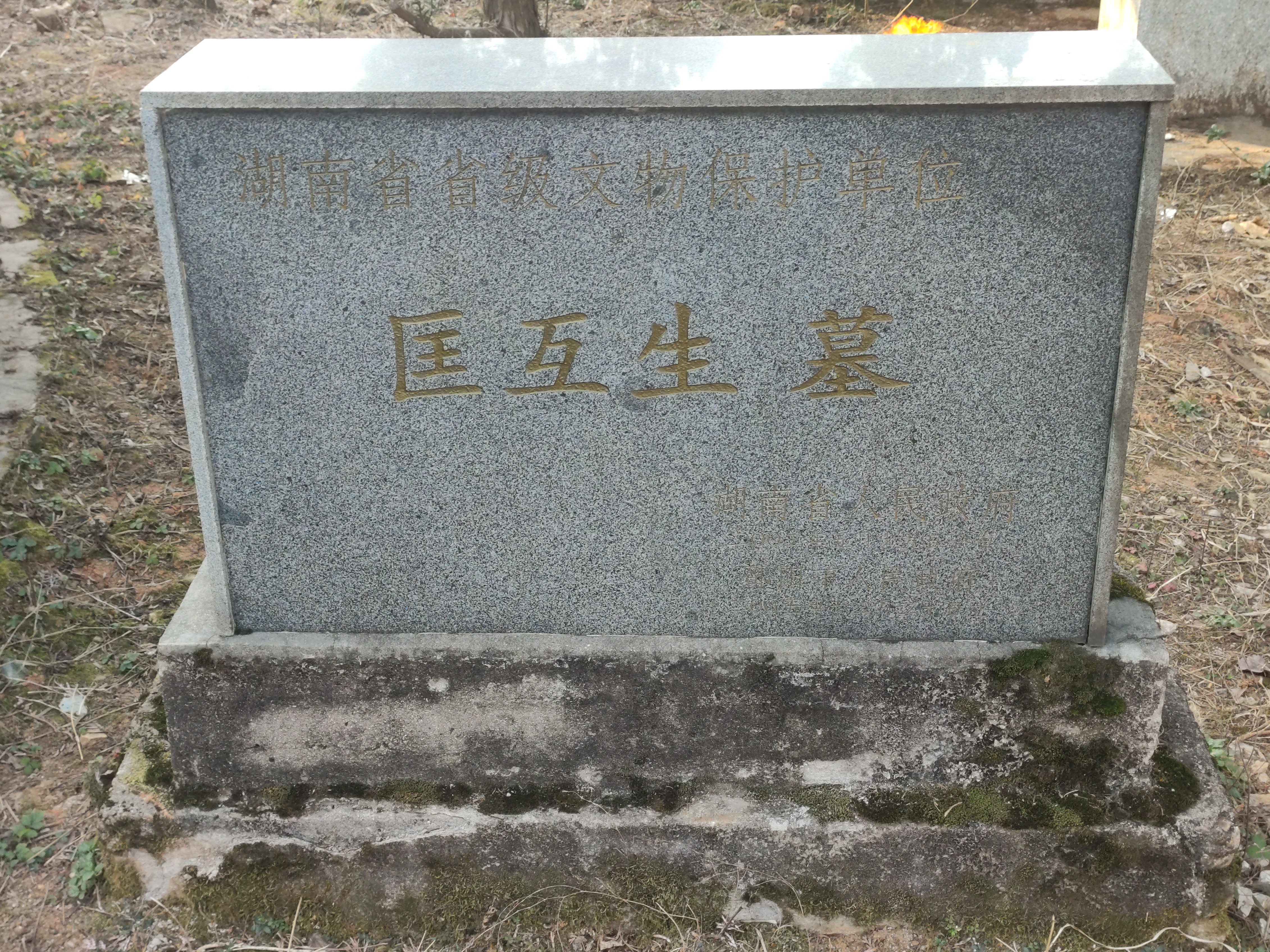
省保碑

1987年5月2日，邵东县委、县政府将匡互生骨灰迎归故乡，安葬于两市镇（今宋家塘街道）宋家塘村石头岭。1989年5月，将匡互生夫人唐镜缘遗骨从台湾迎回合葬。
匡互生墓于1988年1月被列为为邵东县文物保护单位，于1990年9月被列为邵阳市文物保护单位，于2002年5月被列为湖南省文物保护单位。

## 建筑规制
陵园为圆形，直径8.2米，墓围由石灰岩砌筑，高1米，厚0.5米。墓冢为半球形，直径1.86米，高约1米。墓碑竖入口处，高2.23米，宽1.95米，碑楣嵌大理石，正面阴刻周谷城题写的“匡互生先生、唐镜缘女士之墓”，背面阴刻叶圣陶撰文、启功书写的《匡互生先生生平》，碑背下端刻有立达学园校友所作《建墓记》。